# Mus minutoides
Mus minutoides és possiblement el rosegador més petit i un dels mamífers més petits. Té una ampla difusió a l'Àfrica subsahariana i és un animal de companyia en altres regions del món. Com el ratolí, forma part de l'enorme superfamília Muroidea, que inclou unes mil espècies diferents.